# Carol Vadnais
Carol Marcel Vadnais (* 25. September 1945 in Montréal, Québec; † 31. August 2014 in Laval, Québec) war ein kanadischer Eishockeyspieler und -trainer, der während seiner aktiven Karriere zwischen 1964 und 1983 unter anderem 1193 Spiele für die Canadiens de Montréal, Oakland Seals bzw. California Golden Seals, Boston Bruins, New York Rangers und New Jersey Devils in der National Hockey League auf der Position des Verteidigers bestritten hat. Jeweils mit den Canadiens de Montréal und Boston Bruins feierte der mehrmalige Nationalspieler mit dem Gewinn des Stanley Cups den größten Erfolg seiner Spielerkarriere. Darüber hinaus war Vadnais zwischen 1983 und 1987 als Trainer tätig.

## Karriere
Vadnais spielte während seiner Juniorenzeit zwischen 1963 und 1964 für die Montréal N.D.G. Monarchs, mit denen er in den Memorial Cup einzog, und von 1964 und 1966 für die Canadien junior de Montréal in der Ontario Hockey Association. Von dort wechselte der gelernte Stürmer in den Profibereich und kam zwischen 1966 und 1968 sowohl für die Houston Apollos in der Central Professional Hockey League als auch die Canadiens de Montréal in der National Hockey League zum Einsatz. Mit den Canadiens gewann er 1968 erstmals den Stanley Cup.
Vor der Saison 1968/69, in der er an seinem ersten von insgesamt sechs NHL All-Star Games teilnahm, wurde der inzwischen als Verteidiger eingesetzte Kanadier von den Oakland Seals im Intra-League Draft ausgewählt. Für das Franchise, das ab 1970 unter dem Namen California Golden Seals spielte, fungierte Vadnais mit Beginn der Spielzeit 1970/71 bis zu seinem Wechsel zu den Boston Bruins im Februar 1972 als Mannschaftskapitän. Gemeinsam mit Vadnais wechselte Don O’Donoghue nach Boston, während Reggie Leach, Rick Smith und Bob Stewart zu den Golden Seals geschickt wurden. Noch in der Saison 1971/72 feierte Vadnais mit den Bruins den Gewinn des Stanley Cups. Über die folgenden drei Spielzeiten war der Abwehrspieler mit den von Bobby Orr angeführten Bruins überaus erfolgreich und sammelte in der Spielzeit 1974/75 74 Scorerpunkte. Kurz nach Beginn der folgenden Saison wurde Vadnais mit Phil Esposito zu den New York Rangers transferiert, während Brad Park, Jean Ratelle und Joe Zanussi nach Boston wechselten. Für die Rangers spielte Vadnais weitere sieben Spielzeiten bis zum Sommer 1982 in der NHL. Vor der Saison 1982/83 wurde er dann im NHL Waiver Draft von den New Jersey Devils ausgewählt und verbrachte dort sein letztes Spieljahr als Aktiver, ehe er im Alter von 37 Jahren seine Karriere beendete.
Im Anschluss an sein Karriereende war Vadnais zwischen 1983 und 1985 als Assistenztrainer bei seinem Ex-Team New York Rangers unter Cheftrainer Herb Brooks tätig. Danach betreute er für zwei Jahre die Canadien junior de Verdun aus der Ligue de hockey junior majeur du Québec hauptverantwortlich, bevor er sich vollends aus dem Eishockeysport zurückzog und als Immobilienmakler in der Umgebung seiner Geburtsstadt Montréal arbeitete. Er verstarb am 31. August 2014 im Alter von 68 Jahren in Laval an den Folgen eines Krebsleidens.

### International
Für sein Heimatland spielte Vadnais bei der Weltmeisterschaft 1977 in der österreichischen Landeshauptstadt Wien. Dort kam er in allen zehn Turnierspielen zum Einsatz und sammelte dabei vier Scorerpunkte. Darunter befanden sich drei Tore, womit er zum Erreichen des vierten Platzes beitrug. Darüber hinaus stand Vadnais als Verteidiger im Aufgebot des Canada Cup 1976, den die Kanadier gewannen. Jedoch kam er im Turnierverlauf nicht zum Einsatz.

## Erfolge und Auszeichnungen
| - 1968 Stanley-Cup-Gewinn mit den Canadiens de Montréal - 1969 NHL All-Star Game - 1970 NHL All-Star Game - 1972 NHL All-Star Game | - 1972 Stanley-Cup-Gewinn mit den Boston Bruins - 1975 NHL All-Star Game - 1976 NHL All-Star Game - 1978 NHL All-Star Game |

### International
- 1976 Goldmedaille beim Canada Cup

## Karrierestatistik

### International
Vertrat Kanada bei:
- Canada Cup 1976
- Weltmeisterschaft 1977

(Legende zur Spielerstatistik: Sp oder GP = absolvierte Spiele; T oder G = erzielte Tore; V oder A = erzielte Assists; Pkt oder Pts = erzielte Scorerpunkte; SM oder PIM = erhaltene Strafminuten; +/− = Plus/Minus-Bilanz; PP = erzielte Überzahltore; SH = erzielte Unterzahltore; GW = erzielte Siegtore; 1 Play-downs/Relegation; Kursiv: Statistik nicht vollständig)